# Писемність тані
Писемність тані — писемнінсть мов тані. Мови місінг і ніші, що до них належать, користуються латиницею. Місінг використовує також ассамське письмо.

## Латинське письмо

### Мова місінг
Рання версія латинської абетки для мови місінг мала такий вигляд.
| I i | E e | V v | C c | A a | U u | O o | K k | G g | T t | D d | P p | B b | M m | N n | Ny ny | Ng ng | L l | R r | S s | J j | Y y |
| --- | --- | --- | --- | --- | --- | --- | --- | --- | --- | --- | --- | --- | --- | --- | ----- | ----- | --- | --- | --- | --- | --- |
| /i/ | /ɛ/ | /ə/ | /ɨ/ | /a/ | /u/ | /ɔ/ | /k/ | /g/ | /t/ | /d/ | /p/ | /b/ | /m/ | /n/ | /ɲ/   | /ŋ/   | /l/ | /r/ | /s/ | /z/ | /j/ |

- Довгі голосні передавались написанням двокрапки : після відповідної букви для голосного.
- Буква c передавала голосний звук [ɨ], буква v — [ə][3].

У 2005 році Літературне товариство місінг (Mising Agom Kébang) замінило букви c і v на í та é відповідно.
Сучасний алфавіт виглядає так.
| I i | E e | É é | Í í | A a | U u | O o | K k | G g | T t | D d | P p | B b | M m | N n | Ny ny | Ng ng | L l | R r | S s | J j | Y y | W w |
| --- | --- | --- | --- | --- | --- | --- | --- | --- | --- | --- | --- | --- | --- | --- | ----- | ----- | --- | --- | --- | --- | --- | --- |
| /i/ | /ɛ/ | /ə/ | /ɨ/ | /a/ | /u/ | /ɔ/ | /k/ | /g/ | /t/ | /d/ | /p/ | /b/ | /m/ | /n/ | /ɲ/   | /ŋ/   | /l/ | /r/ | /s/ | /z/ | /j/ | /w/ |

- Довгі голосні позначаються написанням двокрапки : після відповідної букви для голосного[6].

| I: i: | E: e: | É: é: | Í: í: | A: a: | U: u: | O: o: |
| ----- | ----- | ----- | ----- | ----- | ----- | ----- |
| /iː/  | /ɛː/  | /əː/  | /ɨː/  | /aː/  | /uː/  | /ɔː/  |

- Буква í передає голосний звук [ɨ], буква é — [ə][3].
- Буква h використовується, в основному, для запису запозичених слів[6].

### Мова ніші[7]
| A a | I i | Iu iu | U u | E e | Eu eu | O o | K k | Kh kh | G g | Ng ng | C c |
| --- | --- | ----- | --- | --- | ----- | --- | --- | ----- | --- | ----- | --- |
| /a/ | /i/ | /ɨ/   | /u/ | /e/ | /ə/   | /o/ | /k/ | /x/   | /g/ | /ŋ/   | /c/ |

| J j | Ny ny | T t | D d | N n | P p | B b | M m | Y y | R r | L l | S s | H h |
| --- | ----- | --- | --- | --- | --- | --- | --- | --- | --- | --- | --- | --- |
| /ɟ/ | /ɲ/   | /t/ | /d/ | /n/ | /p/ | /b/ | /m/ | /j/ | /r/ | /l/ | /s/ | /h/ |

## Ассамське письмо

### Мова місінг
Місінг спершу була неписемною мовою; а мовці використовували ассамську як літературну. Згодом місінг почала записуватись ассамським письмом. Ним були написані розповіді, статті, книги. Пізніше відбувся поступовий перехід до латиниці, оскільки в ассамському письмі не була передбачена передача голосних [ɨ] і [ə]. Проте це письмо нині ще використовується мовцями місінг, що перебувають під впливом ассамської мови.
Нижче представлена версія ассамського письма, в якій вирішено проблему передачі звуків [ɨ] і [ə].
Знаки для голосних
| Незалежний знак для голосного | Залежний знак для голосного | Транскрипція МФА |
| ----------------------------- | --------------------------- | ---------------- |
| অ                             |                             | [ɔ]              |
| আ                             | া                            | [a]              |
| ই                             | ি                            | [i]              |
| উ                             | ু                            | [u]              |
| এ                             | ে                            | [ɛ]              |
| অৗ                             | ৗ                            | [ɨ]              |
| অৃ                             | ৃ                            | [ə]              |

| Незалежний знак для голосного | Залежний знак для голосного | Транскрипція МФА |
| ----------------------------- | --------------------------- | ---------------- |
| অঃ                             |                             | [ɔː]             |
| আঃ                             | াঃ                            | [aː]             |
| ইঃ                             | িঃ                            | [iː]             |
| উঃ                             | ুঃ                            | [uː]             |
| এঃ                             | েঃ                            | [ɛː]             |
| অৗঃ                             | ৗঃ                            | [ɨː]             |
| অৃঃ                             | ৃঃ                            | [əː]             |

Знаки для приголосних
| Складовий знак | МФА  |
| -------------- | ---- |
| ক              | [kɔ] |
| চ              | [sɔ] |
| ত              | [tɔ] |
| প              | [pɔ] |
| য়              | [jɔ] |
| ৱ              | [wɔ] |

| Складовий знак | МФА  |
| -------------- | ---- |
| গ              | [gɔ] |
| জ              | [zɔ] |
| দ              | [dɔ] |
| ব              | [bɔ] |
| ৰ              | [rɔ] |
| হ              | [hɔ] |

| Складовий знак | МФА  |
| -------------- | ---- |
| ঙ              | [ŋɔ] |
| ঞ              | [ɲɔ] |
| ন              | [nɔ] |
| ম              | [mɔ] |
| ল              | [lɔ] |

## Додаткові джерела і посилання
- «SPECIAL ANNIVERSARY ISSUE. MisingOnline.com celebrating two years of its existence. Vol 1, First Edition, 18 September, 2010». Зразки латиниці для мови місінг.